# Кашевар
Кашевар је насеље у Србији у општини Блаце у Топличком округу. Према попису из 2022. било је 217 становника (према попису из 1991. било је 418 становника).

## Демографија
У насељу Кашевар живи 283 пунолетна становника, а просечна старост становништва износи 46,1 година (45,2 код мушкараца и 47,0 код жена). У насељу има 127 домаћинстава, а просечан број чланова по домаћинству је 2,65.
Ово насеље је великим делом насељено Србима (према попису из 2002. године), а у последња три пописа, примећен је пад у броју становника.
|  |

| Демографија | Демографија | Демографија |
| Година      | Становника  | Становника  |
| ----------- | ----------- | ----------- |
| 1948.       | 928         |             |
| 1953.       | 748         |             |
| 1961.       | 626         |             |
| 1971.       | 576         |             |
| 1981.       | 497         |             |
| 1991.       | 418         | 407         |
| 2002.       | 336         | 352         |

| Етнички састав према попису из 2002.‍ | Етнички састав према попису из 2002.‍ | Етнички састав према попису из 2002.‍ | Етнички састав према попису из 2002.‍ | Етнички састав према попису из 2002.‍ |
| ------------------------------------ | ------------------------------------ | ------------------------------------ | ------------------------------------ | ------------------------------------ |
|                                      |                                      |                                      |                                      |                                      |
| Срби                                 | Срби                                 |                                      | 330                                  | 98,21%                               |
| непознато                            | непознато                            |                                      | 4                                    | 1,19%                                |

| Година пописа     | 1948. | 1953. | 1961. | 1971. | 1981. | 1991. | 2002. |
| ----------------- | ----- | ----- | ----- | ----- | ----- | ----- | ----- |
| Број домаћинстава | 142   | 126   | 132   | 138   | 139   | 126   | 127   |

| Број чланова      | 1  | 2  | 3  | 4  | 5 | 6 | 7 | 8 | 9 | 10 и више | Просек |
| ----------------- | -- | -- | -- | -- | - | - | - | - | - | --------- | ------ |
| Број домаћинстава | 26 | 43 | 24 | 24 | 6 | 3 | 0 | 1 | 0 | 0         | 2,65   |

| Пол    | Укупно | Неожењен/Неудата | Ожењен/Удата | Удовац/Удовица | Разведен/Разведена | Непознато |
| ------ | ------ | ---------------- | ------------ | -------------- | ------------------ | --------- |
| Мушки  | 149    | 39               | 96           | 9              | 3                  | 2         |
| Женски | 146    | 19               | 96           | 25             | 5                  | 1         |
| УКУПНО | 295    | 58               | 192          | 34             | 8                  | 3         |

| Пол    | Укупно                    | Пољопривреда, лов и шумарство | Рибарство                            | Вађење руде и камена | Прерађивачка индустрија       |
| ------ | ------------------------- | ----------------------------- | ------------------------------------ | -------------------- | ----------------------------- |
| Мушки  | 73                        | 32                            | 0                                    | 0                    | 15                            |
| Женски | 47                        | 27                            | 0                                    | 0                    | 12                            |
| УКУПНО | 120                       | 59                            | 0                                    | 0                    | 27                            |
| Пол    | Производња и снабдевање   | Грађевинарство                | Трговина                             | Хотели и ресторани   | Саобраћај, складиштење и везе |
| Мушки  | 2                         | 3                             | 5                                    | 1                    | 7                             |
| Женски | 0                         | 1                             | 0                                    | 1                    | 1                             |
| УКУПНО | 2                         | 4                             | 5                                    | 2                    | 8                             |
| Пол    | Финансијско посредовање   | Некретнине                    | Државна управа и одбрана             | Образовање           | Здравствени и социјални рад   |
| Мушки  | 1                         | 0                             | 4                                    | 0                    | 1                             |
| Женски | 0                         | 1                             | 1                                    | 1                    | 2                             |
| УКУПНО | 1                         | 1                             | 5                                    | 1                    | 3                             |
| Пол    | Остале услужне активности | Приватна домаћинства          | Екстериторијалне организације и тела | Непознато            | Непознато                     |
| Мушки  | 1                         | 0                             | 0                                    | 1                    | 1                             |
| Женски | 0                         | 0                             | 0                                    | 0                    | 0                             |
| УКУПНО | 1                         | 0                             | 0                                    | 1                    | 1                             |

## Галерија
- Млин
- Млин
- Основна школа
- Основна школа
- Основна школа
- Основна школа
- Основна школа
- Црква Свете Петке
- Црква Свете Петке
- Црква Свете Петке
- Црква Свете Петке
- Црква Свете Петке
- Црква Свете Петке
- Црква Свете Петке
- Црква Свете Петке